# Scott Woods
Scott Philip Woods (Oslo, 7 maggio 2000) è un calciatore norvegese naturalizzato filippino, centrocampista del Boeung Ket e della nazionale filippina.

## Biografia
Nato in Norvegia, Woods è di origini filippine e scozzesi. È il fratello di Lisa-Marie, ex calciatrice professionistica.

## Carriera

### Club
Woods è cresciuto nelle giovanili del Flint, per poi entrare a far parte di quelle del Tønsberg. Ha poi esordito nella prima squadra di quest'ultimo club, in 3. divisjon, in data 5 agosto 2017: ha sostituito Christian Østli nella sconfitta per 5-1 subita in casa del Sola. Il 27 aprile 2019 ha realizzato il primo gol, contribuendo al successo per 4-1 arrivato sull'Halsen.
A partire dallo stesso anno, Woods ha frequentato il Northeastern Junior College, in Colorado, giocando anche a calcio per i Northwestern State Demons.
Agli inizi del 2022 si è trasferito ai filippini dell'ADT. Il 31 marzo 2022 ha debuttato con questa casacca, in una sfida valida per la Copa Paulino Alcantara: è stato in campo nella sconfitta per 4-0 arrivata in casa dello United City.
Sempre nel corso dello stesso anno, Woods ha fatto ritorno in Norvegia per giocare con la prima squadra del Flint, in 4. divisjon. Nel 2023 si è accordato con l'Eik-Tønsberg, tornando a calcare i campi della 3. divisjon. Ha rinnovato il proprio contratto anche per la stagione 2024.

### Nazionale
È stato incluso tra i convocati delle Filippine under 23 per i XXXI Giochi del Sud-est asiatico, tenutisi ad Hanoi. Ha partecipato anche al campionato Under-23 AFF 2022, a Phnom Penh.
A giugno 2024 è stato convocato in Nazionale maggiore, per gli impegni di qualificazione al mondiale 2026 contro Vietnam e Indonesia. Ha esordito in data 6 giugno, schierato titolare nella sconfitta per 3-2 subita contro la selezione vietnamita.